# Erik Örnebring
Erik Reinhold Örnebring född 9 oktober 1909 i Edestads församling i Blekinge län, död 18 maj 1979 i Karlstad (kyrkobokförd i Bredasten i Stora Herrestads församling i Skåne), var en svensk byggnadsingenjör. 
Örnebring var son till stenhuggaren Sven Johan Karlsson och Emeli Magnusson. Han avlade examen som vägmästare i Södertälje 1934, byggmästarexamen genom Samfundet för byggnadsvård i Åkarp 1939 och ingenjörsexamen via NKI-skolan 1948. Han var anställd hos byggmästare Sture Andersson i Malmö, vid Hushållningssällskapets byggnadskontor i Halmstad 1939–1942 och från 1942 Egnahemsstyrelsens kontor i Karlstad. 1946 blev han ritkontorschef vid John Wästlunds arkitektbyrå i Karlstad, och delägare i dess fortsättning som Skanark 1956–1963, och drev därefter egen arkitektbyrå. Han var verkställande direktör i VDT-Byggtjänst Karlstad AB 1957–1962 och ledare för dess tekniska avdelning. 

## Verk i urval
- Entré till Mariebergsskogen, 1957
- Kroppkärrsskolan, 1963
- Fredricelundsskolan

## Bilder

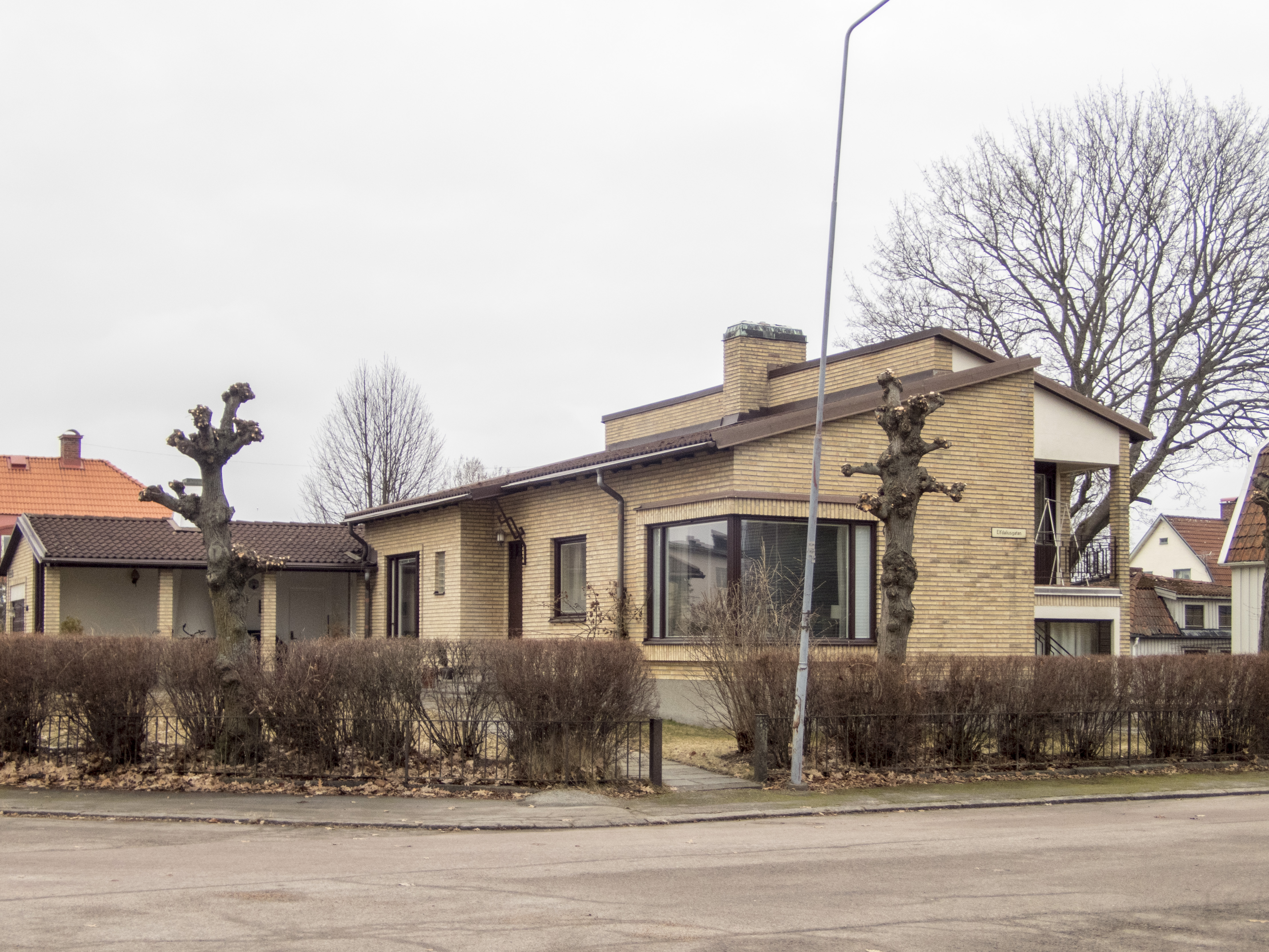
Svanen 1, Karlstad (1957)
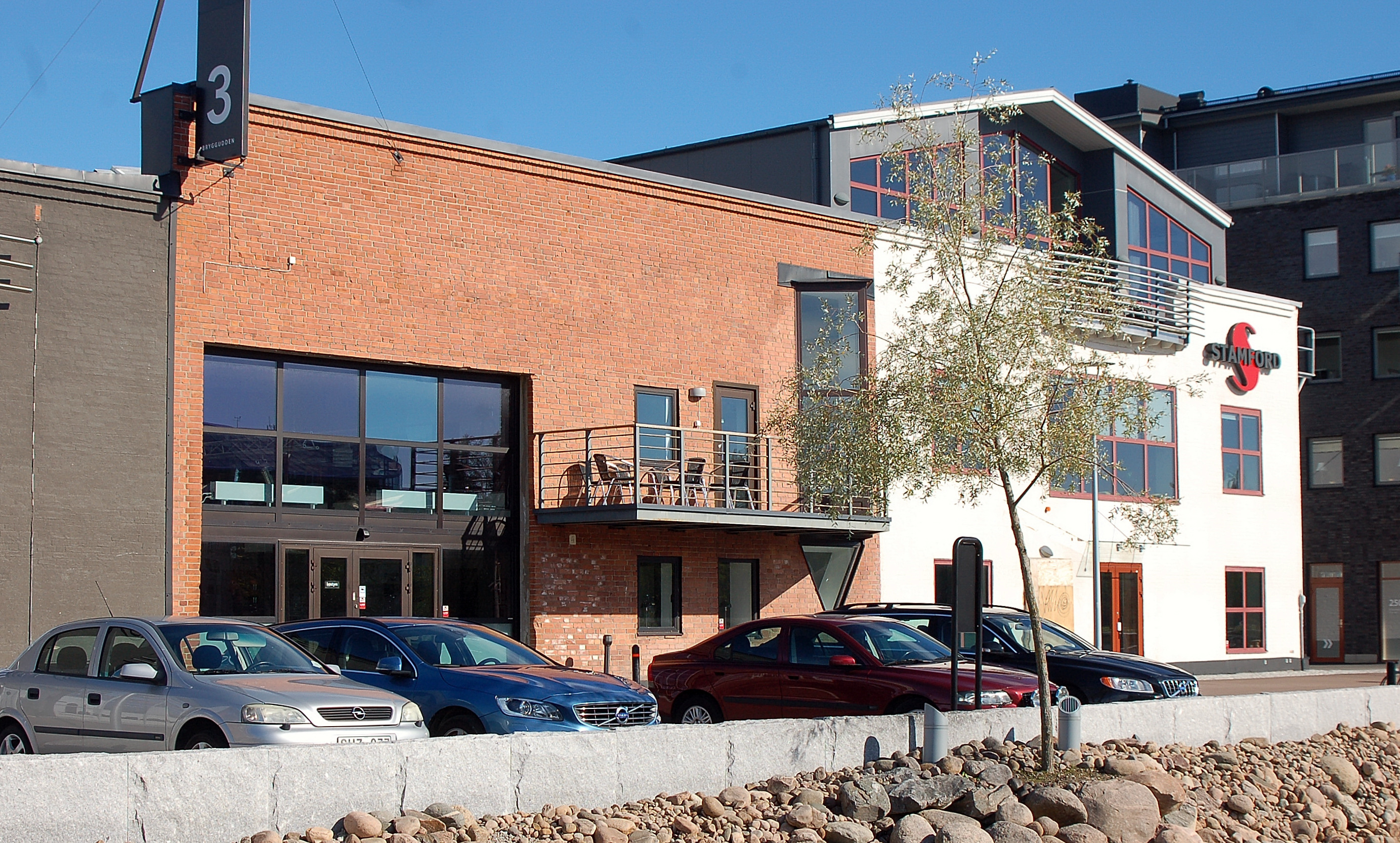
Galären 4, Karlstad (1957), senare ombyggt
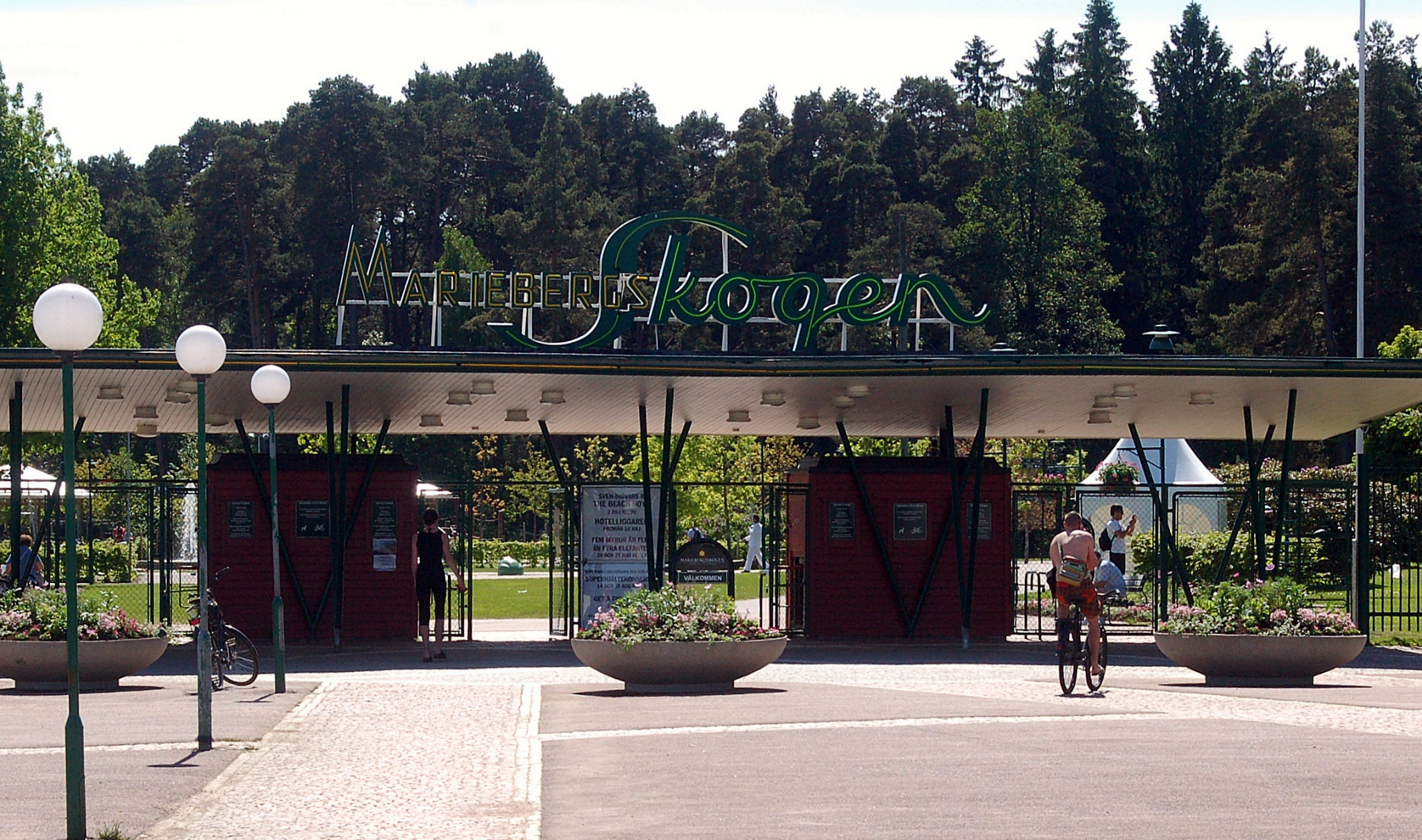
Mariebergsskogens entré (1959)
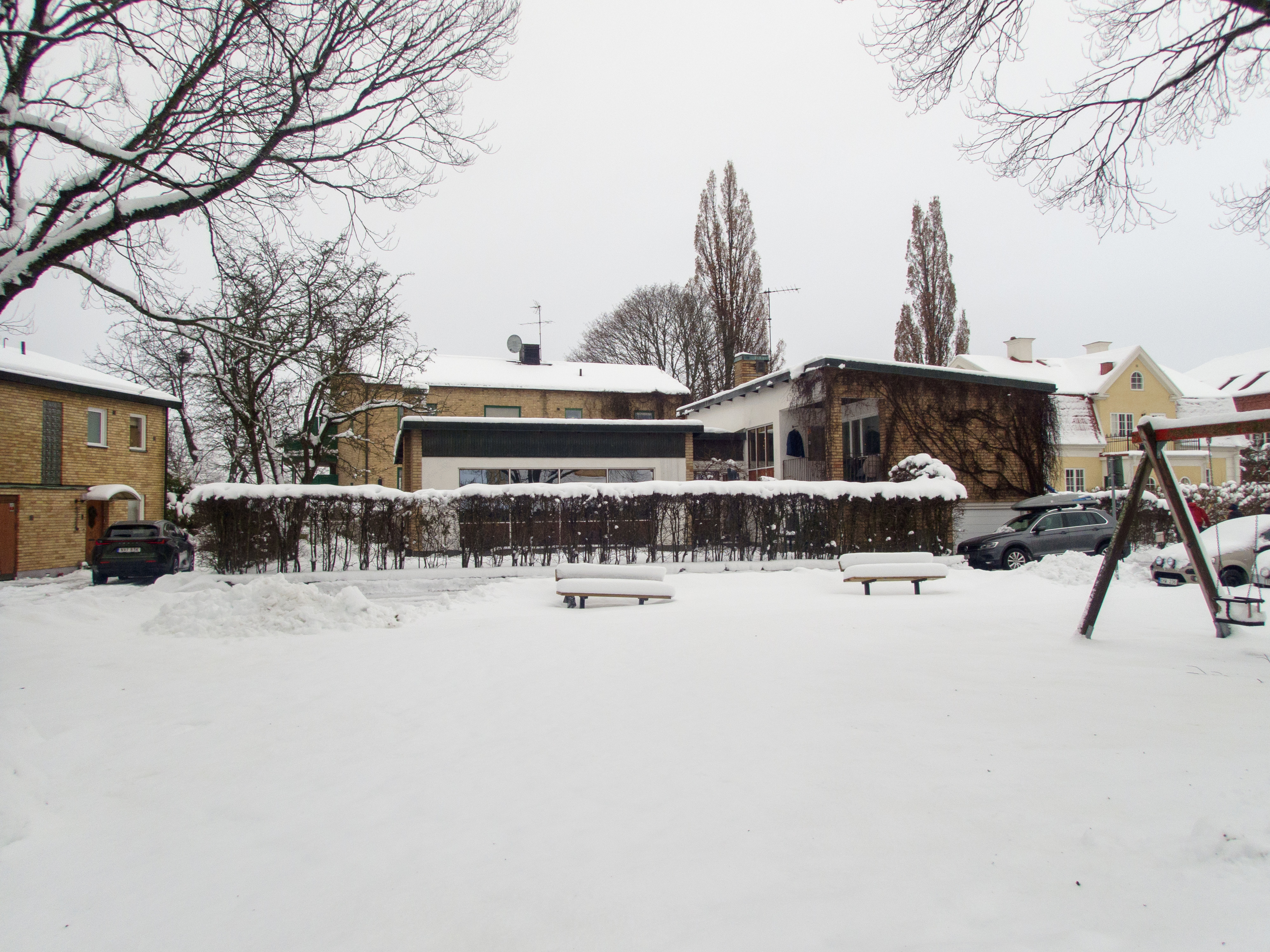
Alen 20, Karlstad (1963)